# Bertram Raphael
Bertram Raphael (né en 1936) est un informaticien et scientifique américain connu pour ses contributions au domaine de l'intelligence artificielle

## Enfance et éducation
Raphael naît en 1936 à New York. Il obtient sa licence de physique à l'Institut polytechnique Rensselaer en 1957 et une maîtrise en mathématiques appliquées à l'université Brown en 1959. Il était un élève de Marvin Minsky au Massachusetts Institute of Technology où il obtient son doctorat en mathématiques en 1964,.

## Carrière
Raphael commence sa carrière chez SRI International en 1964 en tant que consultant. Après avoir terminé son doctorat au MIT, il rejoint par la suite SRI à plein temps en avril 1965. Il était un membre de longue date du centre d'intelligence artificielle de SRI et fut son directeur de 1970 à 1973. Au SRI, il aide à inventer l'algorithme de recherche A * et à développer Shakey le robot, qui fut l'un des premiers projets parrainés par DARPA. Raphael a dirigé le travail sur Shakey de 1970 à 1971. Il a également cofondé la revue Artificial Intelligence.
En 1976, il vend le système NLS, développé par le Augmentation Research Center (ARC), dirigé par Douglas Engelbart, à Tymshare.
De 1980 à 1990, Raphael travaille comme directeur de recherche chez Hewlett-Packard. De 1990 à 1997, il aide sa femme, Anne, à exploiter Compass Point Travel Inc., une entreprise qu'elle a fondée en 1980 à Mountain View, en Californie.
Il a été maître de conférences Fulbright à Vienne en 1973 et 1974.

## Publications notables
Livres
- L'Ordinateur qui pense : l'esprit dans la matière (WH Freeman & Company, 1976)

Thèse
- SIR (Semantic Information Retrieval program) sur la représentation logique des connaissances pour les systèmes de questions-réponses (MIT, 1964)[4]